# Hemileuca gunderi
Hemileuca gunderi är en fjärilsart som beskrevs av Hill 1924. Hemileuca gunderi ingår i släktet Hemileuca och familjen påfågelsspinnare. Inga underarter finns listade i Catalogue of Life.